# Надя Буланже
Жулиет Надя Буланжѐ (на френски: Juliette Nadia Boulanger) е френска композиторка, диригентка, пианистка и значим педагог.

## Биография
Надя Буланже е родена на 16 септември 1887 година в Париж, в семейството на композитора Ернест Буланже. Баща ѝ е неин пръв музикален учител. През 1904 година Надя завършва обучението си по композиране и орган в Парижката консерватория. Там започва да преподава композиране. В своята музикална кариера публикува няколко творби. По време на Втората световна война преподава в САЩ.
Надя Буланже умира на 22 октомври 1979 година в родния си град.
Нейни ученици са имена като Арън Копланд, Ленард Бърнстейн, Куинси Джоунс, Астор Пиацола, Филип Глас, Джон Елиът Гардинър, Даниел Баренбойм, Емил Наумов, Елиът Картър.